# Pyrrhulina spilota
Pyrrhulina spilota és una espècie de peix de la família dels lebiasínids i de l'ordre dels caraciformes.

## Morfologia
- Els mascles poden assolir 7 cm de longitud total.[4][5]

## Hàbitat
És un peix d'aigua dolça i de clima tropical (23 °C-26 °C).

## Distribució geogràfica
Es troba a Sud-amèrica: conca del riu Amazones al Perú.